# Рыбасов, Александр Петрович
Александр Петрович Рыбасов (1907—1961) — советский литературовед и журналист. Участник Великой Отечественной войны и блокады Ленинграда. Одной из его выдающихся работ является биография Ивана Гончарова, вышедшая двумя изданиями (в 1957 в серии «ЖЗЛ» и в 1962) «И. А. Гончаров».

## Биография
А. П. Рыбасов родился в 1907 году в ст. Туркестан современной Южно-Казахстанской области.
В возрасте пятнадцати лет он трудился учеником слесаря на железной дороге. Окончил рабочий факультет и аспирантуру в Государственной академии искусствознания в Ленинграде. В 1937 году Рыбасов начал писать критические и литературоведческие статьи.
Во время Великой Отечественной войны Александр Петрович был призван в Красную армию в 1941 году, служил в газетах «За победу» и «За Отечество», имел звание капитана. Он был награждён орденом Красной Звезды и медалью «За оборону Ленинграда».
А. П. Рыбасов умер в 1961 году.

## Творчество
- И. А. Гончаров. 1812—1891. — [Москва] : Мол. гвардия, 1957. — 374 с., 7 л. ил.; 21 см. — (Жизнь замечательных людей).
- И. А. Гончаров. — М: Гослитиздат, 1962.243 с., 1 л. портр.; 21 см.

### Редактура
- Белинский, Виссарион Григорьевич. Сочинения : В одном т. / В. Белинский ; Вступ. статья С. И. Мурашева [«В. Г. Белинский», с. III—XXIV] ; Ред. текста и примеч. А. П. Рыбасова. — Москва : Мол. гвардия, 1950 (тип. «Кр. пролетарий»). — XXIV, 799 с.; 9 л. ил. : ил.; 26 см.
- Гончаров, Иван Александрович (1812—1891). Собрание сочинений : В 8-ми т. / [Подготовка текста и примеч. А. П. Рыбасова]; [Вступит. статья С. Петрова, с. V—VII]. — Москва : Гослитиздат, 1952—1955. — 8 т.; 20 см

## Награды
- Орден Красной Звезды[3]
- Медаль «За оборону Ленинграда»[4]